# Resultados do Carnaval de Porto Alegre em 2006
Resultados do Carnaval de Porto Alegre em 2006. A vencedora da categoria especial foi a Estado Maior da Restinga com o enredo, Hoje a Restinga se encanta e faz a festa com você 75 anos viva OAB.

## Categoria Especial
| Colocação | Escola                     | Pontos | Nota                       | Ref.  |
| --------- | -------------------------- | ------ | -------------------------- | ----- |
| 1º        | Estado Maior da Restinga   | 160    | Categoria Especial em 2007 | [ 3 ] |
| 2º        | Império da Zona Norte      | 159,8  | Categoria Especial em 2007 | [ 3 ] |
| 3º        | Imperadores do Samba       | 159,7  | Categoria Especial em 2007 | [ 3 ] |
| 4º        | Bambas da Orgia            | 159,3  | Categoria Especial em 2007 | [ 3 ] |
| 5º        | União da Vila do IAPI      | 158,3  | Categoria Especial em 2007 | [ 3 ] |
| 6º        | Imperatriz Dona Leopoldina | 157,6  | Categoria Especial em 2007 | [ 3 ] |
| 7º        | Academia de Samba Praiana  | 156,3  | Categoria Especial em 2007 | [ 3 ] |

## Categoria A
| Colocação | Escola                        | Pontos | Nota                        | Ref.  |
| --------- | ----------------------------- | ------ | --------------------------- | ----- |
| 1º        | Unidos de Vila Isabel         | 159,9  | Categoria Especial em 2007  | [ 3 ] |
| 2º        | Acadêmicos de Niterói         | 159,7  | Categoria Especial em 2007  | [ 3 ] |
| 3º        | Protegidos da Princesa Isabel | 157,9  | Categoria Especial em 2007  | [ 3 ] |
| 4º        | Fidalgos e Aristocratas       | 157,4  | Categoria Especial em 2007  | [ 3 ] |
| 5º        | Academia Samba Puro           | 157,3  | Categoria Especial em 2007  | [ 3 ] |
| 6º        | Império do Sol                | 156,6  | Categoria Especial em 2007  | [ 3 ] |
| 7º        | Real Academia de Samba        | 148,3  | Categoria de acesso em 2007 | [ 3 ] |

## Categoria B
| Colocação | Escola                 | Pontos | Nota                        | Ref.  |
| --------- | ---------------------- | ------ | --------------------------- | ----- |
| 1º        | Filhos da Candinha     | 159,2  | Categoria Especial em 2007  | [ 3 ] |
| 2º        | Embaixadores do Ritmo  | 158,7  | Categoria Especial em 2007  | [ 3 ] |
| 3º        | Acadêmicos de Gravataí | 158,5  | Categoria Especial em 2007  | [ 3 ] |
| 4º        | Unidos da Vila Mapa    | 158    | Categoria de acesso em 2007 | [ 3 ] |
| 5º        | Imperatriz Leopoldense | 154,3  | Categoria de acesso em 2007 | [ 3 ] |
| 6º        | Copacabana             | 149,7  | Categoria de acesso em 2007 | [ 3 ] |
| 7º        | Realeza                | 148,8  | Categoria de acesso em 2007 | [ 3 ] |

## Categoria de acesso
| Colocação | Escola                                   | Pontos | Nota                        | Ref.  |
| --------- | ---------------------------------------- | ------ | --------------------------- | ----- |
| 1º        | Unidos do Capão                          | 147,5  | Categoria de acesso em 2007 | [ 3 ] |
| 2º        | Acadêmicos da Orgia                      | 146    | Categoria de acesso em 2007 | [ 3 ] |
| 3º        | União da Tinga                           | 139,5  | Categoria de acesso em 2007 | [ 3 ] |
| 4º        | Unidos do Guajuviras                     | 127    | Categoria de acesso em 2007 | [ 3 ] |
| 5º        | Mocidade Independente do Jardim Planalto | 126,5  | Categoria de acesso em 2007 | [ 3 ] |
| 6º        | Os Astros de Alvorada                    | 126,5  | Eliminada                   | [ 3 ] |

## Tribos
| Colocação | Tribo        | Pontos | Ref.  |
| --------- | ------------ | ------ | ----- |
| 1º        | Os Comanches | 157,1  | [ 3 ] |
| 2º        | Guaianazes   | 153,6  | [ 3 ] |